# Hydrostone
Hydrostone est un quartier situé au North End de la péninsule d'Halifax dans la municipalité régionale de Halifax en Nouvelle-Écosse (Canada). Il se compose de dix rues parallèles et est bordé par la rue Duffus au nord, et la Young au sud, la rue Isleville à l'ouest et promenade Novalea à l'est.
Le quartier a été conçu par l'architecte Thomas Adams (en) pour fournir des logements aux familles de la classe ouvrière déplacées par l'explosion de Halifax en 1917. La conception architecturale a été réalisée par George Ross de la firme d'architecture montréalaise Ross et Macdonald . Le quartier tire son nom des blocs de béton à partir desquels les maisons ont été construites. La plupart des logements sont des maisons en rangée par groupes de quatre ou six, à l'exception des grandes maisons unifamiliales de deux étages situées à l'extrémité est de chaque rue. Certains ont été convertis en ensembles d'appartements.
Toutes les rues de Hydrostone sont des boulevards à l'exception de la place Stanley. Ces boulevards ont des bandes boisées qui servent d'espace extérieur commun au quartier. Ceci est cohérent avec le mouvement des cités-jardins qui a influencé Adams. Toutes les rues sont également desservies par des ruelles, une caractéristique des villes de l'Ouest canadien, mais que l'on ne trouve généralement pas dans les localités de l'Est du Canada.
Le quartier a été désigné lieu historique national du Canada en 1994.

## Construction
À la suite de l'explosion de Halifax, de nombreux bâtiments en bois se sont effondrés sur leurs poêles à charbon ou leurs fournaises et ont pris feu, ce qui était une préoccupation lors de la reconstruction. Pour minimiser le risque d'incendie, Adams et Ross ont proposé l'utilisation en blocs de béton incombustible pour la reconstruction de cette zone.

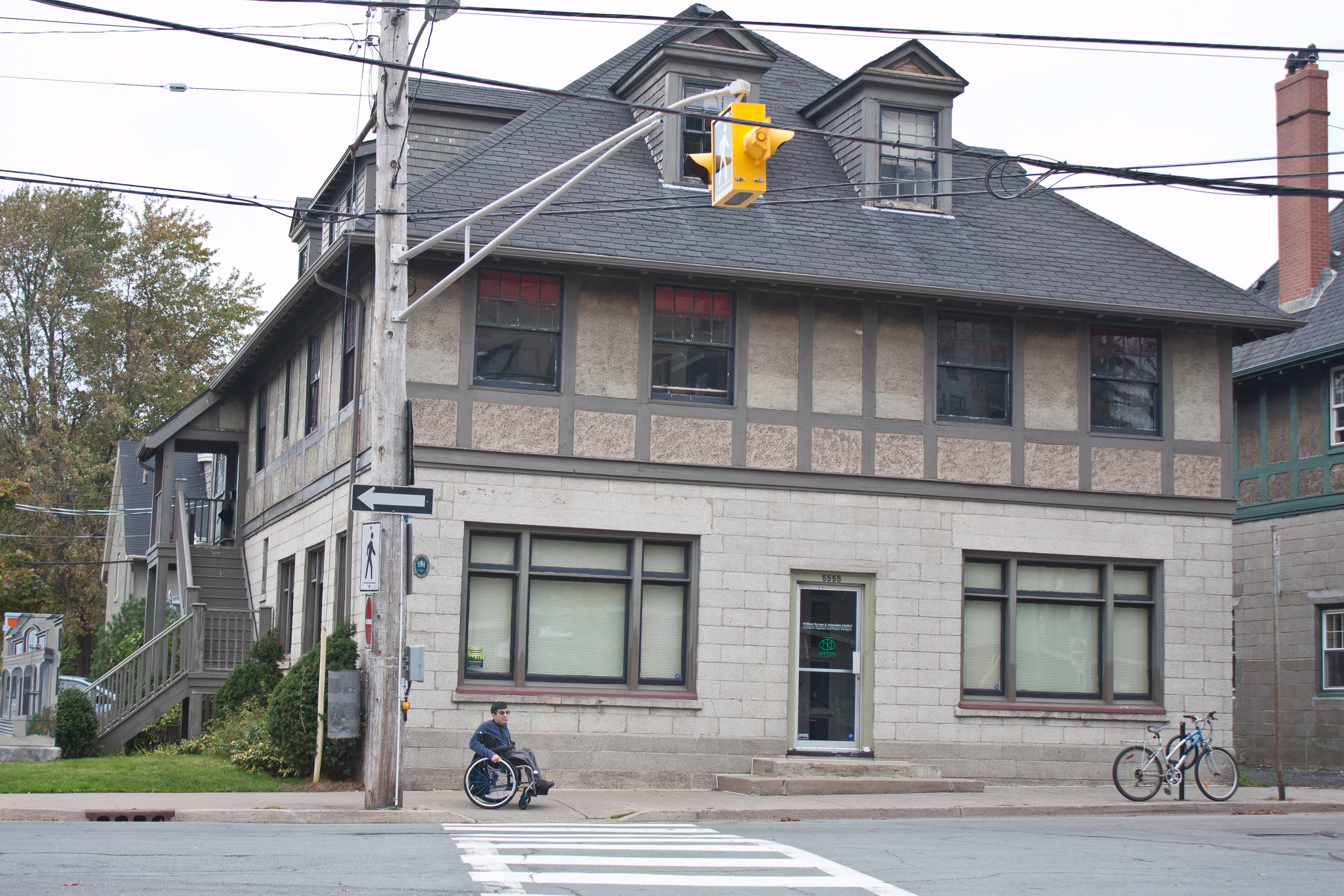
La plupart des bâtiments de Hydrostone ont été construits pour minimiser les risques d'incendie, conséquence de l' explosion de Halifax.

L'« hydrostone » est un bloc de béton qui a été fini avec de la roche concassée (granit, dans ce cas) pour se rapprocher de l'apparence de la construction en pierre de taille. Les blocs de béton et leurs faces ont été fusionnés grâce à un procédé de pressage hydraulique, breveté par une entreprise de Chicago. La fabrication des blocs a été effectuée dans une usine située à Eastern Passage et les pierres finies ont été transportées au port de Halifax par barge.
Le transport des pierres jusqu'au chantier de construction était problématique en raison de la forte pente du port. Pour résoudre ce problème et rendre le quartier plus facilement accessible, deux rues en diagonale ont été incluses dans les plans de reconstruction de Richmond : la rue et avenue Devonshire et l'avenue Dartmouth.

## Hydrostone aujourd'hui

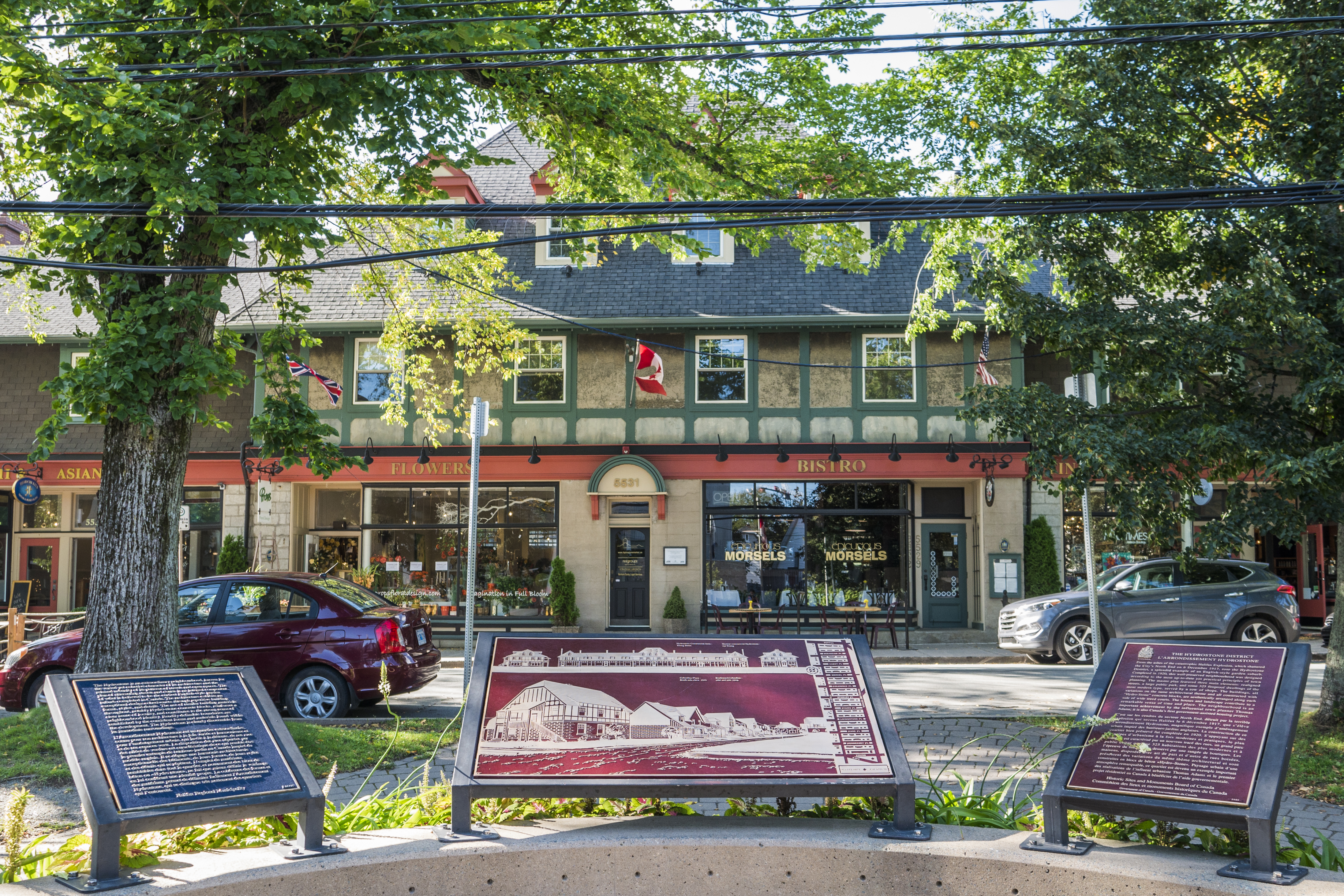
Le quartier a connu une vague de gentrification, alors que de jeunes professionnels et de petites familles s'installent dans le quartier.

Aujourd'hui, Hydrostone est devenu un quartier gentrifié, recherché par les jeunes professionnels et les petites familles pour ses vastes espaces verts et sa proximité des commerces et des transports en commun. Récemment, cette nouvelle génération a acheté et rénové les maisons de la région, augmentant la valeur des propriétés et déplaçant les résidents de longue date.
Le quartier a été désigné lieu historique national du Canada le 7 janvier 1994 par la Commission des lieux et monuments historiques du Canada.
En 2011, l'Institut canadien des urbanistes a désigné Hydrostone en deuxième place dans son premier concours « Au Canada, c’est ma place ».